# Schwarzer Turm (Regensburg)

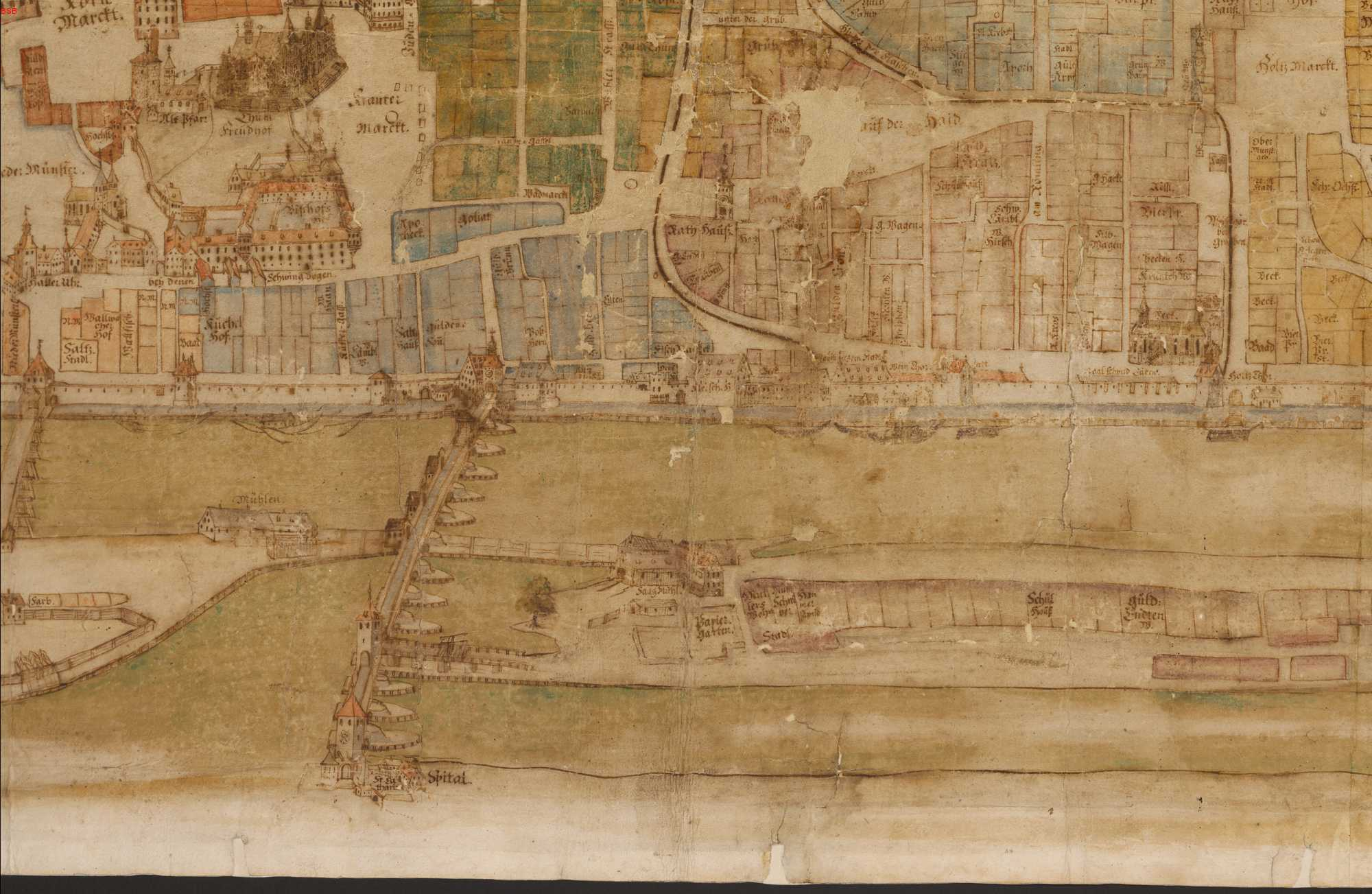
Stadtplan Regensburg (1700). Drei Türme erkennbar

Der Schwarze Turm, (nach Heinrich I. (Ostfrankenreich) auch genannt: Heinrichsturm, war einer der drei Wehrtürme der Steinernen Brücke. Der Turm erhob sich auf dem nördlichen noch zu Regensburg gehörenden Widerlager der Brücke und sicherte den nördlichen Zugang zur Steinernen Brücke, die Regensburg mit der damaligen bayerischen Ortschaft Stadtamhof verband. Der Turm war im Dreißigjährigen Krieg stark umkämpft und erlitt 1809 im Verlauf des Fünften Koalitionskrieges in der Schlacht bei Regensburg schwere Beschädigungen. Der Turm wurde in der Folge ohne seine wahrscheinlich beschädigten Skulpturen abgebrochen. Diese Skulpturen, Statue Kaiser Friedrich II), Thronfiguren von König Phillip von Schwaben und seiner Gemahlin Irene von Griechenland, sowie ein römischer Grabstein und ein antiker geflügelter Löwe, wurden im Zuge des Anschlusses von Regensburg an das Königreich Bayern an die Stadt zurückgegeben und an der Nordseite des südlichen Brückturms zur Schau gestellt.

## Turmbau
Der Bau des Schwarzen Turmes begann 1246, mehrere Jahrzehnte nach Fertigstellung der Steinernen Brücke, die zwischen 1135 und 1150 errichtet worden war. Der Baubeginn des Turms lag damit vor dem Beginn der Baumaßnahmen zur Errichtung der übrigen Stadtbefestigungsanlagen, die erst gegen Ende des 13. Jahrhunderts begannen. Der Bau des Schwarzen Turmes war vor 1307 abgeschlossen, denn ein Siegel aus diesem Jahr zeigt bereits alle drei Türme der Steinernen Brücke.

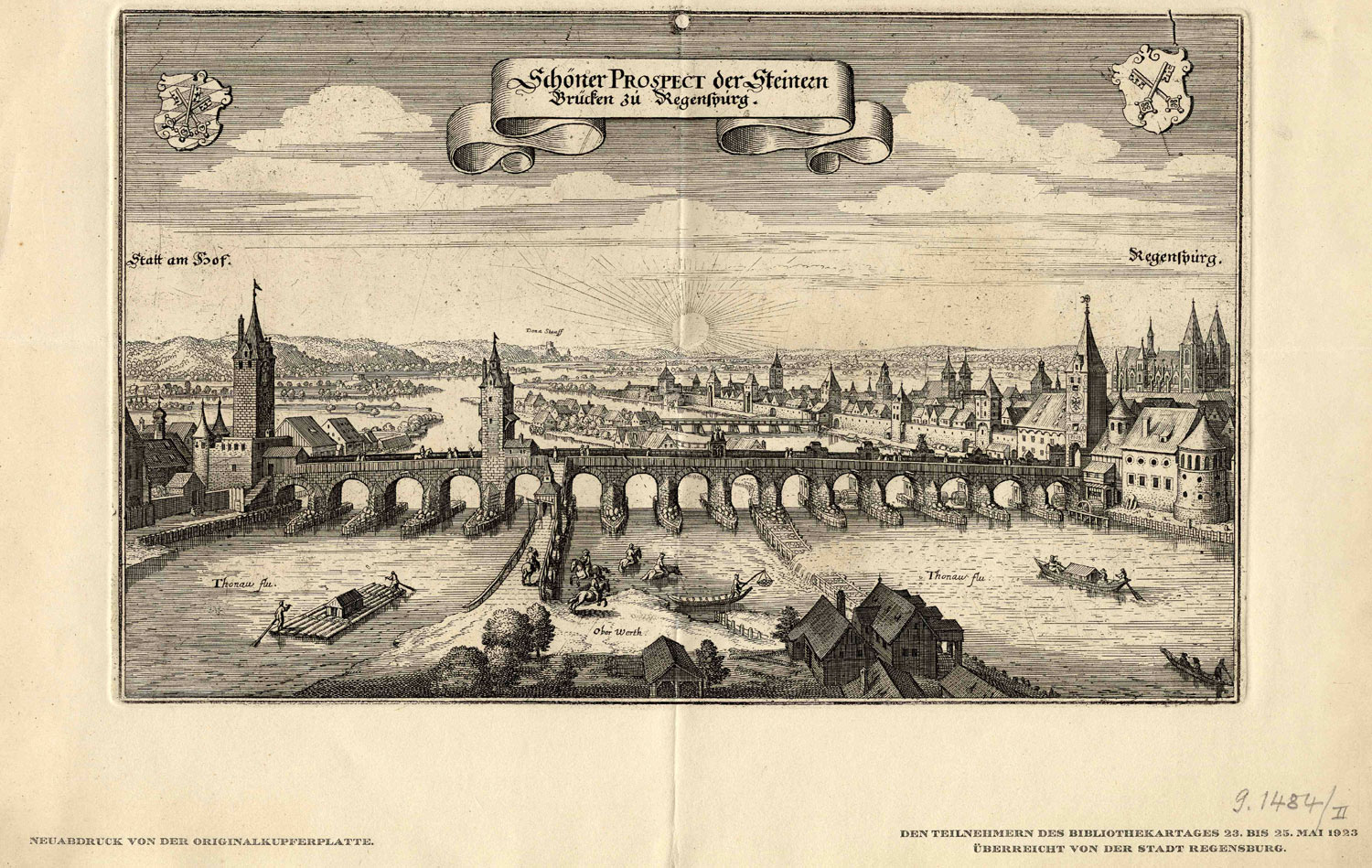
Prospekt Steinerne Brücke Schwarzer Turm mit seitlichen Wehrtürmen erkennbar Kupferstich (18. Jahrhundert)

Der Name des Turmes stammt angeblich von den durch Patina geschwärzten Quadern, die beim Bau verwendet wurden und unter denen auch ein römischer Grabstein gewesen sein soll. Als Skulptur trug der Turm hoch oben an seiner Südfront die überlebensgroße Figur eines Kaisers oder Königs, wahrscheinlich die Figur von Kaiser Friedrich II., der im 13. Jahrhundert der Stadt Privilegien gewährt hatte. Von der Nordseite des Turmes blickte ein riesiger schwarzer Reichsadler in einem gelben Feld auf das bayerische Stadtamhof.
Als Brückturm am Nordufer der Donau war die Toranlage durch Angriffe von Norden stark gefährdet und musste besonders geschützt werden. Bereits 1383 im Zuge der Errichtung der allgemeinen Stadtbefestigungsanlagen erhielt der Schwarze Turm eine ihn auf drei Seiten umgebende Wehranlage. Diese Anlage wurde 1388 im Städtekrieg und 1429 wegen der von Norden her drohenden Angriffe der Hussiten zu einem Mauergeviert mit Wehrgang und Schießscharten erweitert. Zusätzlich wurden noch zwei runde Begleittürme gebaut und ein vorgelagerter Graben mit einer Fallbrücke errichtet. Die Fallbrücke war mit Steinblöcken als Gegengewichten im Turminneren so konstruiert, dass sie bei nicht sachgerechtem Umgang mit großer Gewalt nach oben schnellen konnte. Deshalb hatte sich für die Brücke die Bezeichnung „der Schneller“ eingebürgert. Nördlich vor dem Turm gab es Schlagbäume, farblich und mit Symbolen gekennzeichnet als reichsstädtisch bzw. als bayerisch.

## Geschichte des Turms
Als während des Dreißigjährigen Krieges ein schwedisches Heer Regensburg besetzt hatte, wurde die Toranlage zusätzlich durch ein Hornwerk abgeschirmt und erwies sich während der Kämpfe um Regensburg über mehrere Wochen hinweg als ein auch einer großen Übermacht kaiserlich-bayerischer Truppen trotzender Brückenkopf. Er konnte gut über die Steinerne Brücke mit Nachschub versorgt werden und musste erst geräumt werden, als nach der Eroberung der Donauinsel Oberer Wöhrd durch bayerische Truppen ein Zugang zur Steinernen Brücke von der Donauinsel aus möglich wurde. Danach konnte der Brückenkopf am Nordende der Brücke von Süden und von Norden aus gleichzeitig angegriffen und auch nicht mehr von Regensburg aus mit Nachschub versorgt werden. Das führte zur baldigen Kapitulation des schwedischen Heeres.
In der Zeit nach dem Dreißigjährigen Krieg wurde die am Schwarzen Turm bestehende Zollgrenze zum Kurfürstentum Bayern und späteren Königreich Bayern wegen zunehmender Auseinandersetzungen besonders streng bewacht. Gesichert wurde die Zollgrenze weiterhin durch doppelte reichsstädtische und bayerische Schlagbäume, die zusätzlich mit Eisenstacheln oben und unten gespickt waren, um sowohl das Durchschlüpfen als auch das Übersteigen zu verhindern.

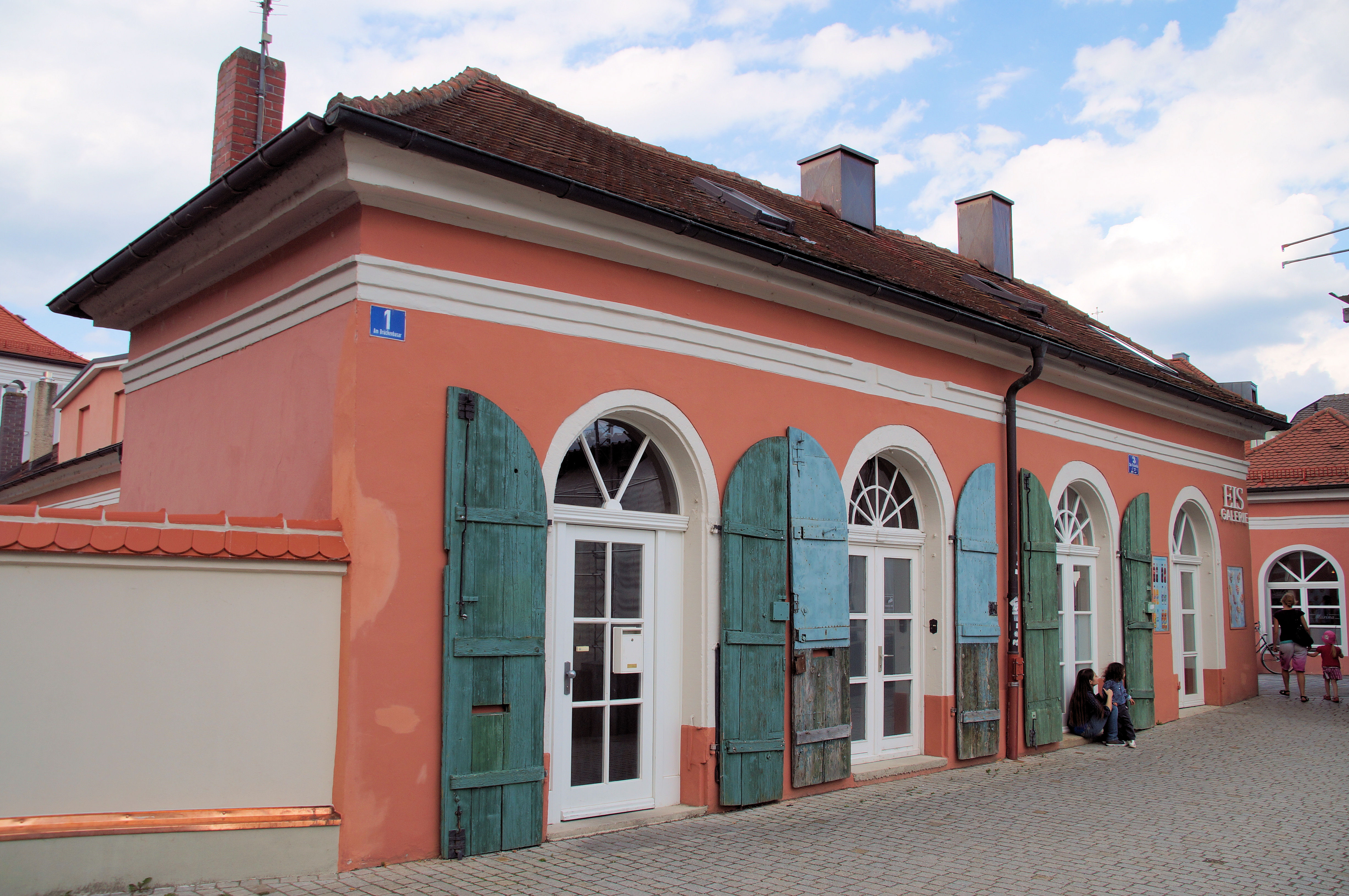
Brückenbasar Nr. 1 – 3 Stadtamhof

Als 1809 im Fünften Koalitionskrieg das Gebiet um Regensburg und auch die Stadt selbst nördlich und südlich der Donau erneut zum Schlachtfeld wurden, gerieten die Steinerne Brücke, der Schwarze Turm und ganz Stadtamhof erneut in den Mittelpunkte der Kämpfe diesmal zwischen französischen und österreichischen Truppen. Letztere flüchteten nach Niederlagen südlich von Regensburg und nach hinhaltendem Widerstand auf den Stadtmauern von Regensburg von Süd nach Nord über die Steinerne Brücke nach Stadtamhof und wurden von französischen Truppen verfolgt. Österreichische Artillerie – stationiert oberhalb von Stadtamhof auf dem Dreifaltigkeitsberg – beschoss die Verfolger und zerstörte den Baubestand von Stadtamhof. Auch der Schwarze Turm wurde so stark beschädigt, dass er samt allen zugehörigen Wehranlagen 1810 abgebrochen und beseitigt wurde. Anstelle der geschleiften Anlagen entstanden nach 1824 die biedermeierlich-bürgerlich anmutenden heutigen erdgeschossigen Basarbauten am ehemaligen Stadtamhofer Brückenkopf. Auch wenn fast alle Basargebäude nachträglich verändert wurden, haben sie noch heute eine idyllische Wirkung und umschließen einen rechteckigen Platz, den ehemaligen Standort des Schwarzen Turms.

## Nachwirkungen
Im Zusammenhang mit dem künstlerischen Projekt Danubia Art LAB Hidden places, hidden spaces wollte die Künstlerin Klara Orosz den 1810 zerstörten Schwarzen Turm als eine 20 m hohe, je 7,50 m breite und lange Installation neu darstellen und interpretieren. Sie wollte den Turm aus weichem Schaumstoff und für Besucher begehbar wieder erstehen lassen. Sie hatte die Absicht, dieses historische Objekt mit zeitgenössischen Mitteln den Regensburger Bürgern wieder näher zu bringen. Die eingereichten Pläne wurden von der Baubehörde abgelehnt, weil die Vorstellungen der Künstlerin aus Sicherheitsgründen nicht realisierbar gewesen wären. Eine Baugenehmigung wurde nicht erteilt.